# Championnats d'Europe d'haltérophilie féminine 1994
Navigation
Édition précédente Édition suivante
Les Championnats d'Europe d'haltérophilie féminine 1994 ont lieu en Italie, à Rome en août 1994.

## Résultats détaillés

### - de 46 kg
|             | Or                      | Or       | Argent                  | Argent   | Bronze                     | Bronze |
| Arraché     | Donka Mincheva Bulgarie | 67,5 kg  | Danila Manca Russie     | 60 kg    | Stefanie Stuhler Allemagne | 60 kg  |
| Épaulé-Jeté | Lubov Averianova Russie | 80 kg    | Donka Mincheva Bulgarie | 80 kg    | Csilla Földi Hongrie       | 75 kg  |
| Total       | Donka Mincheva Bulgarie | 147,5 kg | Lubov Averianova Russie | 137,5 kg | Csilla Földi Hongrie       | 135 kg |

### - de 50 kg
|             | Or                        | Or     | Argent                     | Argent  | Bronze                | Bronze  |
| Arraché     | Izabela Dragneva Bulgarie | 70 kg  | Stéphanie Machefaux France | 67,5 kg | Anna Stroubou Grèce   | 67,5 kg |
| Épaulé-Jeté | Izabela Dragneva Bulgarie | 90 kg  | Melania Locci Italie       | 85 kg   | Anna Stroubou Grèce   | 82,5 kg |
| Total       | Izabela Dragneva Bulgarie | 160 kg | Anna Stroubou Grèce        | 150 kg  | Siyka Stoeva Bulgarie | 150 kg  |

### - de 54 kg
|             | Or                        | Or       | Argent                    | Argent   | Bronze                    | Bronze  |
| Arraché     | Janeta Georgieva Bulgarie | 82,5 kg  | Neli Jankova Bulgarie     | 75 kg    | Konstantina Misirli Grèce | 72,5 kg |
| Épaulé-Jeté | Neli Jankova Bulgarie     | 102,5 kg | Janeta Georgieva Bulgarie | 95 kg    | Fatima Kabadayi Turquie   | 90 kg   |
| Total       | Neli Jankova Bulgarie     | 177,5 kg | Janeta Georgieva Bulgarie | 177,5 kg | Konstantina Misirli Grèce | 160 kg  |

### - de 59 kg
|             | Or                        | Or       | Argent                   | Argent   | Bronze                 | Bronze   |
| Arraché     | Gergana Kirilova Bulgarie | 87,5 kg  | Bénédicte Comblez France | 77,5 kg  | Galina Aristova Russie | 77,5 kg  |
| Épaulé-Jeté | Gergana Kirilova Bulgarie | 105 kg   | Bénédicte Comblez France | 95 kg    | Diana Grinidge Russie  | 92,5 kg  |
| Total       | Gergana Kirilova Bulgarie | 192,5 kg | Bénédicte Comblez France | 172,5 kg | Diana Grinidge Russie  | 167,5 kg |

### - de 64 kg
|             | Or                         | Or       | Argent                     | Argent | Bronze                         | Bronze   |
| Arraché     | Erzsebet Markus Hongrie    | 90 kg    | Daniela Kerkelova Bulgarie | 85 kg  | María Dolores Martínez Espagne | 82,5 kg  |
| Épaulé-Jeté | Daniela Kerkelova Bulgarie | 107,5 kg | Alexia Papageorgiou Grèce  | 105 kg | Erzsebet Markus Hongrie        | 100 kg   |
| Total       | Daniela Kerkelova Bulgarie | 192,5 kg | Erzsebet Markus Hongrie    | 190 kg | Alexia Papageorgiou Grèce      | 182,5 kg |

### - de 70 kg
|             | Or                           | Or       | Argent                 | Argent | Bronze                      | Bronze   |
| Arraché     | Milena Trendafilova Bulgarie | 95 kg    | Theodoula Spanou Grèce | 90 kg  | Victoria Konovalova Ukraine | 85 kg    |
| Épaulé-Jeté | Milena Trendafilova Bulgarie | 112,5 kg | Theodoula Spanou Grèce | 110 kg | Ilona Danko Hongrie         | 107,5 kg |
| Total       | Milena Trendafilova Bulgarie | 207,5 kg | Theodoula Spanou Grèce | 200 kg | Ilona Danko Hongrie         | 192,5 kg |

### - de 76 kg
|             | Or                     | Or       | Argent                 | Argent   | Bronze                 | Bronze   |
| Arraché     | Derya Acikgozs Turquie | 95 kg    | Maria Takacs Hongrie   | 92,5 kg  | Albina Khomich Russie  | 92,5 kg  |
| Épaulé-Jeté | Irina Kasimova Russie  | 122,5 kg | Maria Takacs Hongrie   | 122,5 kg | Derya Acikgozs Turquie | 115 kg   |
| Total       | Maria Takacs Hongrie   | 215 kg   | Derya Acikgozs Turquie | 210 kg   | Irina Kasimova Russie  | 207,5 kg |

### - de 83 kg
|             | Or                        | Or       | Argent                       | Argent   | Bronze                      | Bronze   |
| Arraché     | Karolina Lundahl Finlande | 97,5 kg  | Venero Mannanova Russie      | 95 kg    | Monique Riesterer Allemagne | 95 kg    |
| Épaulé-Jeté | Karolina Lundahl Finlande | 125 kg   | Panagiota Antonopoulou Grèce | 122,5 kg | Venero Mannanova Russie     | 115 kg   |
| Total       | Karolina Lundahl Finlande | 222,5 kg | Panagiota Antonopoulou Grèce | 212,5 kg | Venero Mannanova Russie     | 2 105 kg |

### + de 83 kg
|             | Or                      | Or       | Argent                       | Argent   | Bronze               | Bronze   |
| Arraché     | Lubov Grigourko Ukraine | 100 kg   | Myrtle Augee Grande-Bretagne | 95 kg    | Erika Takacs Hongrie | 92,5 kg  |
| Épaulé-Jeté | Lubov Grigourko Ukraine | 117,5 kg | Myrtle Augee Grande-Bretagne | 117,5 kg | Erika Takacs Hongrie | 115 kg   |
| Total       | Lubov Grigourko Ukraine | 217,5 kg | Myrtle Augee Grande-Bretagne | 212,5 kg | Erika Takacs Hongrie | 207,5 kg |